# آپارتمان‌های قاتی پاتی
آپارتمان‌های قاتی پاتی (انگلیسی: Mixed Flats) یک فیلم کمدی صامت کوتاه به کارگردانی ویلارد لوئیس است که در سال ۱۹۱۵ منتشر شد. از بازیگران این فیلم می‌توان به اولیور هاردی، بن واکر و میبل پیج اشاره کرد.